# Voi chiến

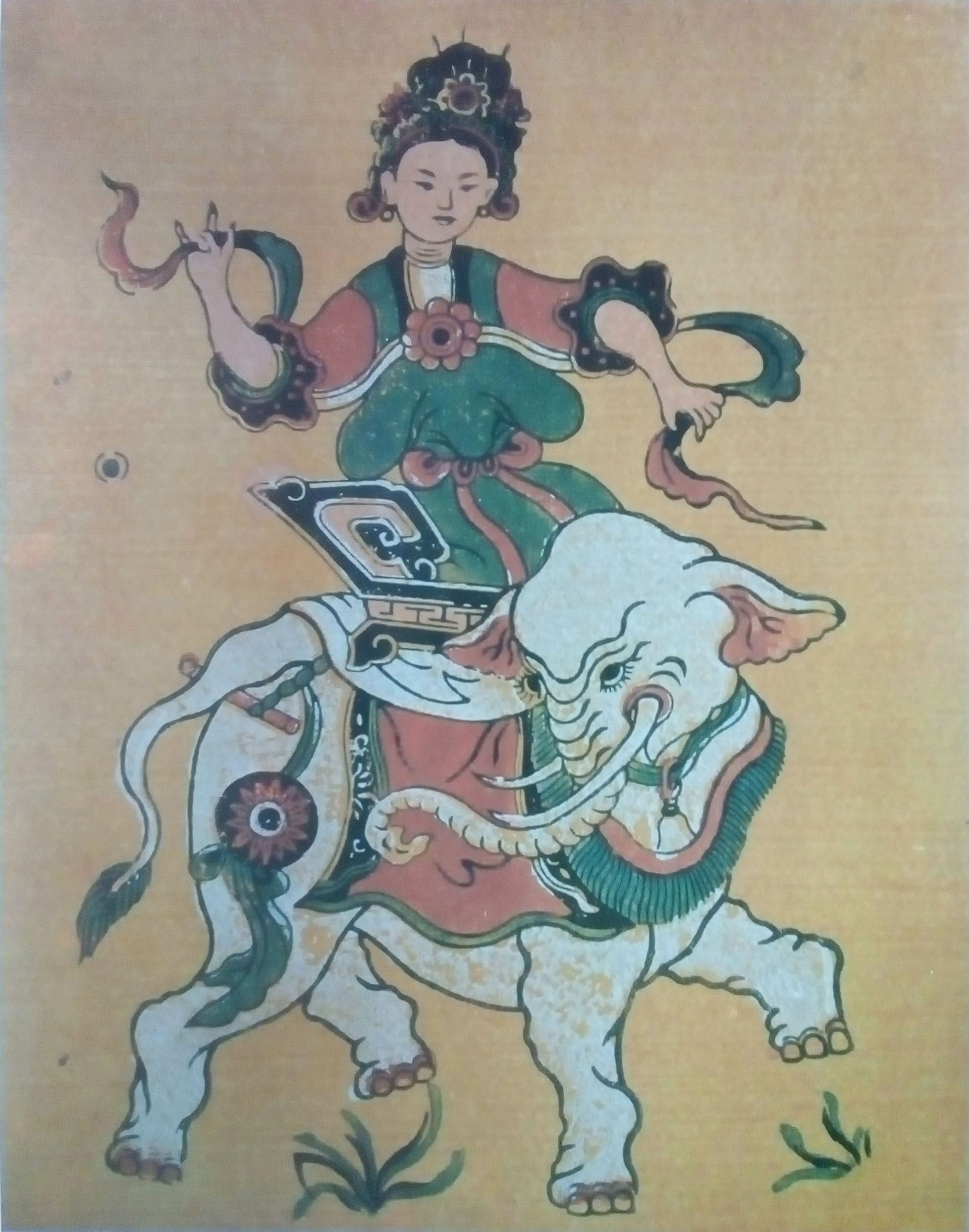
Tranh Bà Triệu cưỡi voi

Voi chiến là voi được huấn luyện dưới sự chỉ huy của con người để giao chiến. Mục đích chính là tấn công đối phương, giày xéo và phá vỡ hàng ngũ của quân địch. Chúng được sử dụng đầu tiên ở Ấn Độ, sau phép dùng voi chiến lan sang vùng Đông Nam Á và Trung Đông tới tận Địa Trung Hải. Theo các tư liệu Hy Lạp cổ, quân đội Ấn Độ đã triển khai tượng binh chống trả hiệu quả trong các cuộc xâm lược của nữ vương Semiramis xứ Assyria, vua Ba Tư Cyrus II (530 TCN) và vua Hy Lạp Alexandros (326 TCN). Sử phương Tây còn ghi lại sự hiện diện của những đoàn voi chiến hùng hậu trong cuộc chinh chiến của vua Hy Lạp Pyrros trên bán đảo Ý và đặc biệt là cuộc hành quân của thủ lĩnh người Carthage Hannibal vượt dãy Anpơ đánh La Mã. Tuy nhiên giá trị voi chiến ở phương Tây không được khai thác mấy, phần vì nguồn voi hoang bản địa ở vùng Địa Trung Hải giảm nhiều. Trong khi đó ở phương Đông với môi trường lý tưởng cho loài voi sinh sản thì mãi đến thế kỷ XIX khi súng đại bác xuất hiện thì voi chiến mới bị vô hiệu hóa. Loài voi từ đó chủ yếu chỉ dùng làm phương tiện chuyên chở, kéo gỗ v.v.

## Lịch sử

### Thuần dưỡng voi

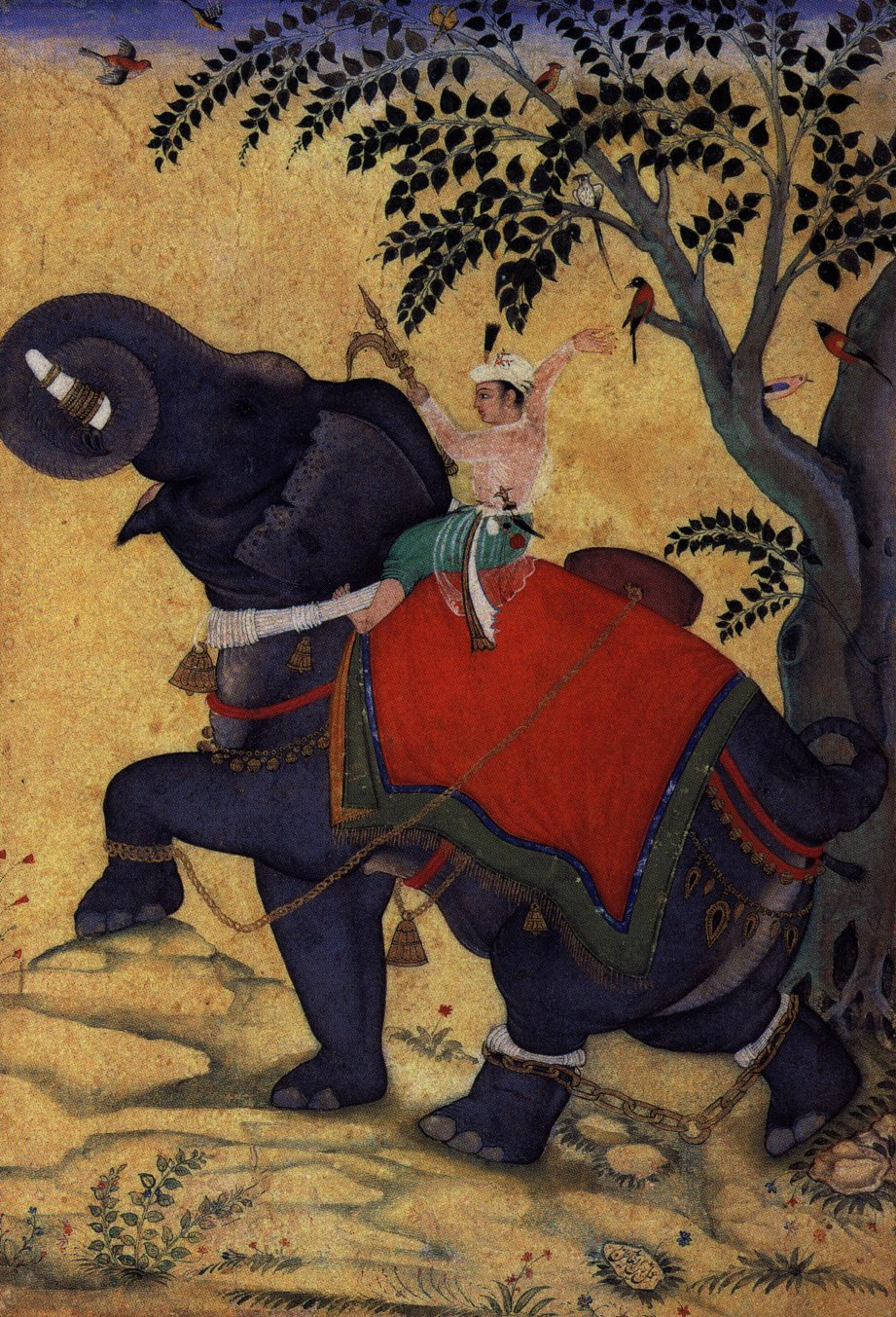
Tranh vẽ Akbar Đại đế đang huấn luyện voi.

Loài voi đầu tiên được thuần dưỡng là Voi châu Á để sử dụng trong nông nghiệp. Việc thuần dưỡng voi - không phải là sự thuần hóa đầy đủ vì chúng vẫn còn bị bắt trong hoang dã,chứ không phải được gây giống trong tình trạng nuôi nhốt. Có thể đã bắt đầu ở một trong 3 vùng đất khác nhau. Những bằng chứng cổ xưa nhất của voi được thuần hóa là ở khu vực Lưỡng Hà đạo, khoảng 4.500 năm trước đây. Một khu vực khác là nền văn minh thung lũng sông Ấn, vào cùng khoảng thời gian này. Những bằng chứng về sự hiện diện của voi hoang dã là ở khu vực thung lũng sông Hoàng Hà vào thời nhà Thương (1600-1100 TCN) cũng đã dẫn đến việc Trung Quốc đang được đề xuất như là một nơi bắt đầu của việc thuần dưỡng voi. Số lượng voi hoang dã ở khu vực Lưỡng Hà và Trung Quốc đã suy giảm nhanh chóng do nạn phá rừng và sự gia tăng dân số: tới năm 850 TCN, loài voi ở Lưỡng Hà đã tuyệt chủng và ở Trung Quốc cho tới khoảng năm 500 TCN, loài voi đã bị suy giảm nghiêm trọng về số lượng và bị giới hạn ở khu vực phía nam sông Hoàng Hà. Việc săn bắt voi trong thiên nhiên là một điều khó khăn nhưng cần thiết.

### Thời cổ: Ba Tư, Ấn Độ và Alexandros xứ Macedonia

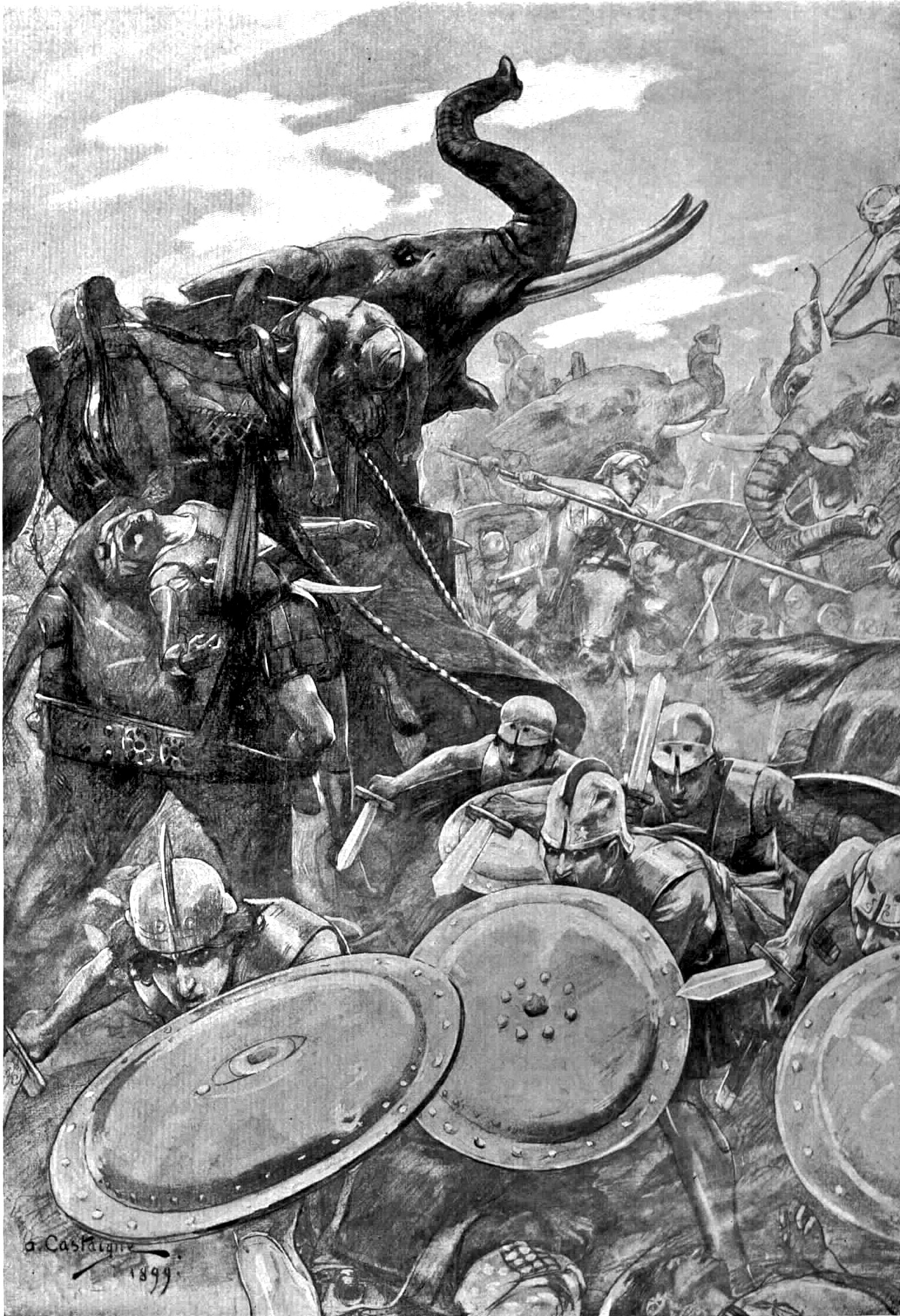
Tranh thời Victoria cho thấy cuộc tấn công của voi chiến Trận đánh sông Hydaspes.

Thời điểm voi chiến được dùng trong chiến trận đến nay vẫn chưa được xác định. Trong những bài tán trong kinh Vệ Đà thời văn minh Ấn Độ cổ đại có niên đại vào khoảng một ngàn đến hai ngàn năm TCN có nhắc đến voi dùng là phương tiện vận chuyển. Trong đó có chuyện về Indra và con voi thần màu trắng, Airavata. Tập truyện Mahabharata, có niên đại khoảng thế kỷ VIII TCN, và Ramayana (thế kỷ thứ IV TCN) cũng ghi rằng voi được con người nuôi và dùng làm con vật chuyên chở nhưng không ghi gì về tượng binh hoặc việc dùng voi trong chiến trận. Trong các kinh văn nói về Chuyển Luân Thánh Vương (Chakravartin – vị vua hiền đức trị vì toàn cõi Diêm Phù Đề trong dân gian Ấn Độ), tiêu biểu như kinh Hiền Ngu (Bàlapandita sutta) hay kinh Đại Thiện Kiến Vương (Mahàsudassana sutta) của Trường bộ kinh thuộc hệ Pali, Phật tổ Thích-ca Mâu-ni (Shakyamuni Buddha) để mô tả "báu voi trắng lớn" là một trong "bảy báu" – cách gọi ẩn dụ cho 7 yếu tố xây dựng sự thành công của Chuyển Luân Thánh Vương trong việc trị vì xã tắc. "Báu voi trắng lớn" là tượng trưng cho tiềm lực quân sự của quốc gia.
Thời kỳ cổ đại, văn minh Ấn Độ đề cao giá trị của loài voi trong chiến tranh. Họ ví rằng "Quân đội mà không có tượng binh thật đáng coi thường, khác gì rừng không có sư tử, nước không có vua, hay lòng can đảm mà đánh bằng tay không". Theo sử gia Hy Lạp Diodorus Siculus, khi nữ vương Assyria là Semiramis xâm lược Ấn Độ, vua Ấn đã xây dựng một lực lượng tượng binh hùng mạnh để bảo vệ quốc độ. Semiramis không có voi nên dùng kế cho quân giết nhiều con vật có sừng rồi khâu da chúng thành hình dạng của voi. Những lớp da này được phủ lên thân lạc đà. Khi hai bên quyết chiến, quân Ấn ban đầu choáng ngợp vì họ luôn tin rằng phía Assyria không có voi; nhưng đến khi hai đoàn quân áp sát nhau, vua Ấn phát hiện rằng đoàn "tượng binh" của địch là giả. Ông thúc quân ào lên đánh tan quân Assyria và buộc Semiramis phải tháo chạy khỏi Ấn Độ.
Một ghi nhận khác về voi chiến trong chiến tranh cổ đại xuất hiện trong sách "Persica" của Ctesias, cũng là một sử gia Hy Lạp cổ. Sách này cho hay vua Amoraios xứ Derbikes và các đồng minh Ấn Động đã triển khai voi chiến để chống lại quân xâm lược Ba Tư do vua Cyrus II chỉ huy vào năm 530 trước Công nguyên. Trận đánh diễn ra trên hướng đông bắc thượng nguồn sông Syr Darya; hai bên giao chiến ác liệt và đều chịu thương vong lớn. Thế trận xoay chuyển khi Amoraios xua tượng binh đột kích đánh tan kỵ binh Ba Tư, Cyrus bị trọng thương và được quân lính khiêng về doanh trại. Tuy nhiên, quân đội Ba Tư tiếp tục chiến đấu cho đến khi được quân tiếp viện xứ Sacae tiếp sức; người Derbikes cuối cùng cũng bị đánh bại và chấp nhận thần phục vương triều Ba Tư. Cả hai vua Cyrus và Amoraios đều chết trận..
Từ Ấn Độ, việc sử dụng voi trong quân đội đã lan về phía Tây tới đế chế Ba tư, nơi chúng được sử dụng nhiều trong các chiến dịch và lần lượt ảnh hưởng đến các chiến dịch của vua Hy Lạp Alexandros. Sự chạm trán đầu tiên giữa người châu Âu và voi chiến Ba tư được ghi nhận tại trận Gaugamela (331 TCN), nơi người Ba Tư triển khai 15 voi chiến. Những con voi được đặt tại trung tâm của hàng ngũ của quân Ba Tư, và tạo ra một ấn tượng đối với quân đội Hy Lạp, mà Alexandros cảm thấy cần phải hiến tế cho vị thần của sự sợ hãi vào tối hôm trước trận đánh - nhưng theo một số nguồn cho biết, những con voi này không thể triển khai trong trận chiến vì chúng đã phải hành quân dài ngày trước đó. Alexandros đã đánh bại hoàn toàn quân Ba Tư tại Gaugamela, nhưng đã ấn tượng sâu sắc với nhũng con voi của kẻ thù và đã chiếm lấy 15 con voi đầu tiên này vào quân đội của mình, tiếp tục bổ sung thêm một số nữa khi đánh chiếm phần còn lại của Ba tư.
Vào thời điểm Alexandros tiến tới biên giới Ấn Độ 5 năm sau, ông đã có một số lượng đáng kể voi dưới quyền của mình. Khi quân Hy Lạp tấn công vua Porus vùng Punjab (Ngũ Hà) tại Pakistan ngày nay, Alexandros đã tự mình nhận thấy đối mặt với một lực lượng đáng kể từ 85 đến 100 con voi chiến tại trận sông Hydaspes. Alexandros đã diễn tập và tham gia chỉ với bộ binh và kị binh của ông, cuối cùng đánh bại lực lượng của Porus, bao gồm cả quân đoàn voi của ông ta, mặc dù chịu một số tổn thất. Tuy nhiên, khi tiến thêm về phía đông, Alexandros có thể thấy rằng vương quốc Magadha có thể triển khai đến 6000 voi chiến, một lực lượng lớn gấp nhiều lần số lượng phục vụ trong quân đội Ba Tư và Hy Lạp,mà đã làm nản lòng những người lính của Alexandros. Ngày trở về, Alexandros Đại đế đã thành lập một lực lượng voi để bảo vệ cung điện của mình tại Babylon, và giao phó việc lãnh đạo các đơn vị voi của mình cho một viên Quản tượng.

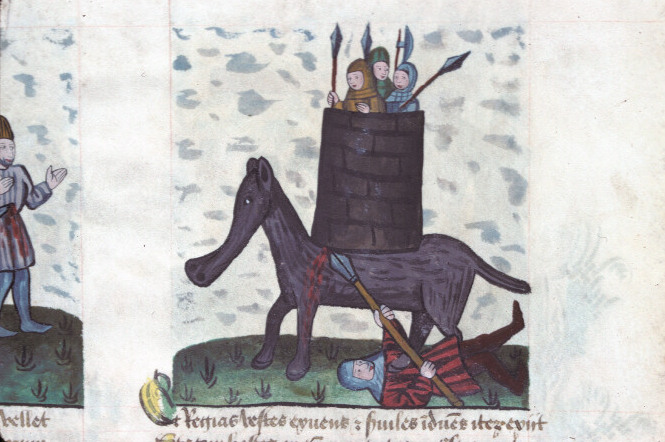
Eleazar Maccabeus giết voi chiến và bị đè chết bởi nó (tranh minh họa trong sách Speculum Humanae Salvationis).

Sự thành công của các lực lượng sử dụng voi tiếp tục tăng lên. Những người thừa kế đế chế của Alexandros, những Diadochi, đã sử dụng hàng trăm voi chiến Ấn Độ trong những cuộc chiến tranh của họ. trong đó vương quốc Seleukos được đặc biệt đáng chú ý vì họ đã sử dụng của các loài động vật, chủ yếu được mang đến từ Ấn Độ. Thật vậy, chiến dịch giữa Seleukos và Chandragupta Maurya (Sandrokottos), người sáng lập đế chế Maurya trong năm 305 TCN đã kết thúc với việc Seleukos nhượng một phần lãnh thổ rộng lớn phía đông để trao đổi với 500 voi chiến - là một phần nhỏ của lực lượng Maurya,trong đó bao gồm lên đến 9.000 con voi theo một số nguồn.. Seleukos đã sử dụng những con voi của mình rất tốt trong trận Ipsus bốn năm sau đó. Sau này trong lịch sử của nó, vương quốc Seleukos còn sử dụng voi chiến để đàn áp cuộc nổi dậy Maccabee. Các con voi đã gây ra sự sợ hãi đối với những chiến binh Do thái trang bị nhẹ.Và người trẻ nhất trong số các anh em nhà Hasmonean, Eleazar Maccabeus, nổi tiếng vì đã đánh bại một trong những con tương tự trong trận Beth Zechariah, đã đâm ngọn giáo vào dưới bụng một con voi mà ông ta nhầm lẫn là có vua Antiochos V nhà Seleukos, giết chết con voi với cái giá phải trả là mạng sống của mình.

### Thời cổ đại: Địa Trung Hải
Người Ai Cập và Carthage bắt đầu mua voi châu Phi cho cùng một mục đích, cũng như người Numidia và Kushites. Loài được sử dụng là voi rừng châu Phi. Những loài khác nhỏ hơn được sử dụng là voi châu Á bởi vương quốc Seleukos ở phía đông của vùng Địa Trung Hải, đặc biệt là ở Syria, có chiều cao từ 2.5-3.5 mét (8-10 ft). Có lẽ là một số voi Syria đã được bán ra nước ngoài, con voi yêu thích của Hannibal có cái tên rất ấn tượng là Surus ("người Syria"), có thể có nguồn gốc từ Syria, mặc dù các bằng chứng vẫn còn mơ hồ.
Kể từ cuối những năm 1940 một số học giả đã cho rằng con voi rừng châu Phi được sử dụng bởi Numidia, thuộc triều đại Ptolemaios và quân đội Punic đã không có tháp trong chiến đấu, có lẽ do sự yếu kém về thể chất của loài này . Có lời ghi chép đương đại rõ ràng rằng quân đội của Juba I của Numidia bao gồm voi có tháp chiến đấu trong năm 46 TCN  Điều này được xác nhận bởi hình ảnh của một con voi châu Phi được trang bị tháp chiến đấu sử dụng trên tiền đúc của Juba II . Điều này cũng xuất hiện trong trường hợp của quân đội Ptolemaios: Polybius báo cáo rằng tại trận Raphia năm 217 TCN những con voi của Ptolemaios IV mang theo tháp, những con vật nhỏ hơn so với voi châu Á của vương quốc Seleukos và voi rừng châu Phi có lẽ là như vậy  Có cũng có bằng chứng cho thấy con voi chiến tranh Carthage được trang bị tháp nhỏ và ghế nhỏ trên bành voi trong các ngữ cảnh quân sự nhất định.
Dù trong quân sử vùng Địa Trung Hải, những cuộc chiến giữa quân Carthage và quân La Mã nổi tiếng hơn cả về sự tham chiến của lực lượng tượng binh, đây rõ là kết quả của việc sử dụng tượng binh của Vương quốc Ipiros thuộc nền văn minh Hy Lạp cổ xưa. Vua xứ Ipiros là Pyrros đích thân mang 20 voi chiến đi đánh quân La Mã trong trận đánh tại Heraclea vào năm 280 TCN, để lại thêm năm mươi con nữa, mượn từ vua Ai Cập Ptolemaios II, trên đất liền. Người La Mã đã không chuẩn bị chống lại voi chiến, và các lực lượng Hy Lạp đánh bại người La Mã. Năm sau, người Hy Lạp một lần nữa triển khai một lực lượng voi tương tự, tấn công người La Mã tại trận Asculum. Thời gian này người La Mã có sự chuẩn bị với vũ khí dễ cháy và thiết bị chống voi: đó là những cỗ chiến xa do bò kéo, trang bị giáo dài để gây tổn thương cho voi, bình chứa lửa để đe dọa chúng.
Lấy cảm hứng từ những chiến thắng này, Carthage đã phát triển để sử dụng riêng cho mình những con voi chiến và triển khai chúng rộng rãi trong Chiến tranh Punic lần thứ nhất. Các kết quả đã không được như mong muốn. Tại Adyss trong năm 255 TCN, những chú voi Carthage đã không hiệu quả do địa hình, trong khi tại trận Panormus trong năm 251 TCN người La Mã đã có thể khiến những con voi Carthage hoảng sợ, mà chạy trốn khỏi chiến trường. Trong Chiến tranh Punic lần thứ hai, Hannibal nổi tiếng đã dẫn một đội quân voi chiến vượt dãy núi Alps - mặc dù không may là hầu hết trong số chúng thiệt mạng trong điều kiện khắc nghiệt. Người La Mã đã phát triển chiến thuật có hiệu quả chống voi chiến, dẫn đến thất bại của Hannibal tại trận chiến cuối cùng của ông ở Zama năm 202 trước Công nguyên, những con voi xung kích của ông là không hiệu quả vì người La Mã chỉ đơn giản là tách những trung đội thành những lối cho chúng vượt qua.
Rome đã mang về nhiều voi ở phần cuối của cuộc chiến tranh Punic, và sử dụng chúng trong các chiến dịch của mình trong nhiều năm sau đó. Các cuộc chinh phục ở Hy Lạp đã cho thấy nhiều trận đánh mà trong đó người La Mã đã triển khai voi chiến, bao gồm các cuộc xâm lược Macedonia vào năm 199 TCN, cuộc chiến ở Cynoscelphalae năm 197 TCN, trận Thermopylae, và trận Magnesia năm 190 TCN, trong số năm mươi bốn con voi của Antiochos III đã rơi vào tay lực lượng La Mã tới mười sáu. Trong năm sau, người La Mã đã triển khai 22 con voi tại Pydna trong năm 168 TCN  Chúng cũng là lực lượng được sử dụng đặc trưng trong suốt chiến dịch La Mã chống lại người Celtiberia ở Hispania và chống lại người Gaul.
Lần sử dụng cuối cùng có ý nghĩa của những con voi chiến ở Địa Trung Hải là chống lại người La Mã tại trận Thapsus, 46 TCN, nơi mà Julius Caesar trang bị cho thứ năm Quân đoàn của ông(Alaudae) với rìu và ra lệnh cho những người lính Lê dương của mình tấn công vào chân của con voi. Thapsus là trận chiến cuối cùng có sử dụng voi ở phương Tây.

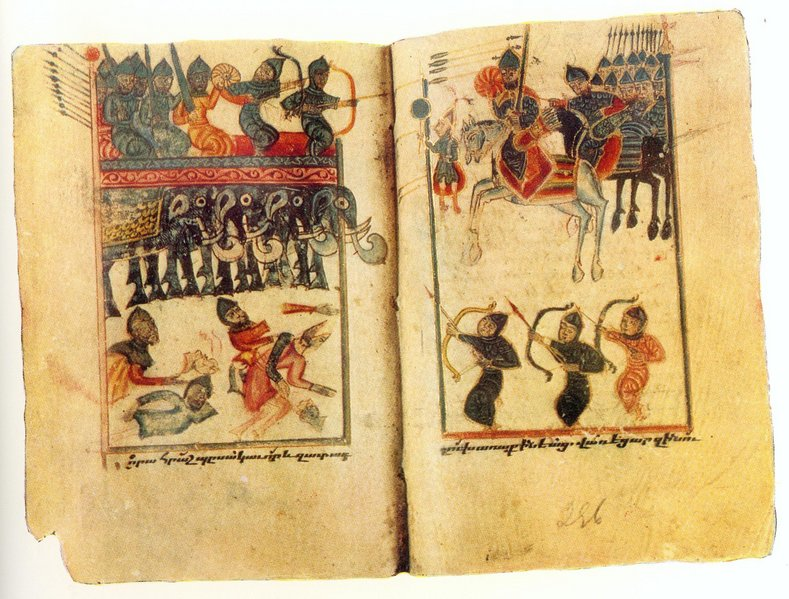
A medieval Armenian miniature representing the Sassanid Persians War elephants in the Battle of Vartanantz.

Các triều Parthia của Ba Tư thỉnh thoảng sử dụng voi chiến trong trận chiến của họ chống lại Đế quốc La Mã[cần dẫn nguồn] nhưng những con voi đã có tầm quan trọng đáng kể trong quân đội của triều đại Sassanid tiếp theo. Người Sassanids sử dụng nhiều loại động vật trong nhiều chiến dịch của họ chống lại kẻ thù phía Tây. Một trong những trận chiến đáng nhớ nhất là trận Vartanantz vào năm 451 CN, khi mà những voi Sassanid khiến người Armenia phải khiếp sợ. Một ví dụ khác là trận al-Qādisiyyah vào năm 636 CN, trong đó một lực lượng gồm 33 con voi đã được sử dụng, mặc dù không thành công, chống lại quân xâm lược Ả Rập.Những quân đoàn voi Sassanid đã giữ một vị trí ưu việt trong lực lượng kỵ binh của nhà Sassanid và đã được tuyển mộ từ Ấn Độ. Các quân đoàn voi nằm dưới sự chỉ huy của một vị chỉ huy đặc biệt, được gọi là Zend-hapet, hoặc "vị tướng của người Ấn Độ", hoặc bởi vì những con vật này đến từ quốc gia đó, hoặc bởi vì chúng chịu sự điều khiển bởi những người bản xứ của Hindustan .

### Thời cổ đại: Viễn Đông

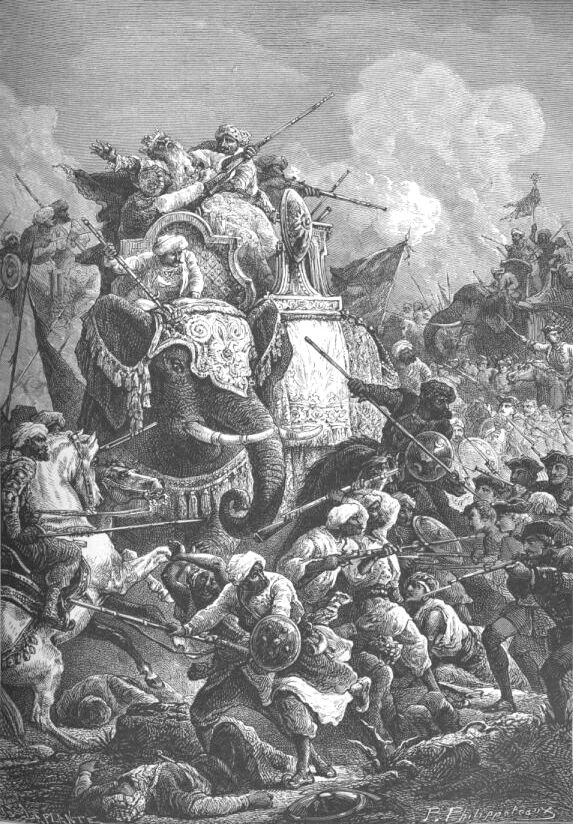
War elephants in battle during the Carnatic Wars.

Ở Trung Quốc, việc sử dụng những con voi chiến tương đối hiếm so với các nơi khác. Những ghi chép sớm nhất về việc sử dụng voi của họ diễn ra vào cuối năm 554 CN khi nhà Tây Ngụy triển khai hai con voi chiến mặc giáp sắt từ Lĩnh Nam trong trận chiến, điểu khiển bở những nô lệ Mã Lai, và được trang bị tháp bằng gỗ và những thanh gươm gắn chặt vào cái vòi của chúng. Các con voi đã phải quay đầu bỏ chạy bởi các mũi tên của cung thủ ".
So ranh, các quốc gia láng giềng cũng hết mực đề cao việc sử dụng tượng binh. Sử liệu xứ Tích Lan kể lại rằng những con voi được các nhà vua cưỡi khi thân chinh cầm quân xuất trận, với ghi chép cụ thể về một vài ông vua trên lưng voi chiến. Thí dụ, trong trận đánh lịch sử vào năm 200 trước Công Nguyên, Quốc vương Dutugamunu cưỡi voi Kandula còn Quốc vương Elara thì cưỡi voi Maha Pambata, 'Tảng đá lớn'. Ở miền Đông Nam Á, bên vùng biên cương của Việt Nam ngày nay, Quân đội Chiêm Thành đã triển khai đến 602 con voi chiến trong cuộc chiến tranh chống nhà Tùy bên Trung Hoa.

## Thời trung cổ

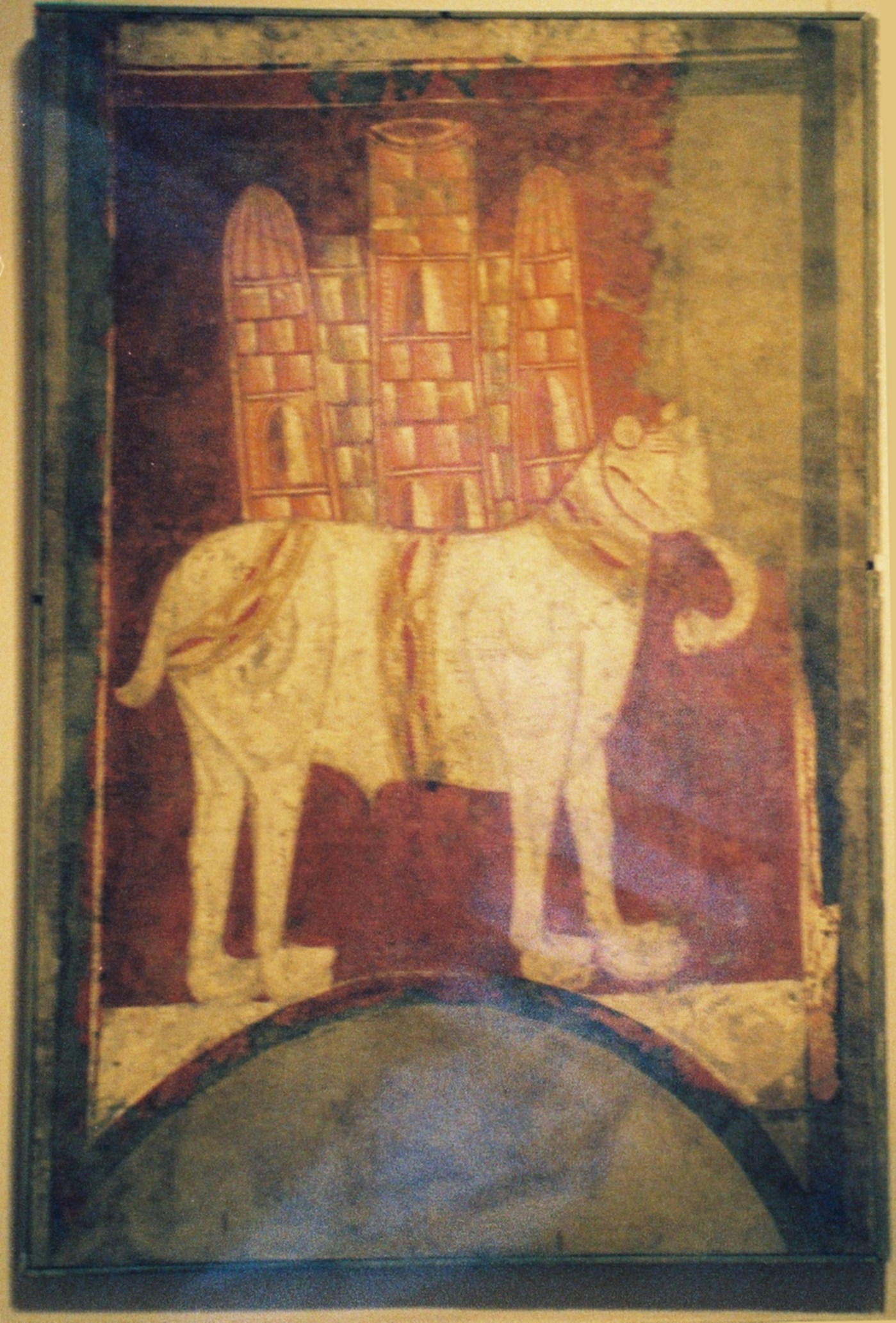
A Romanesque painting of a war elephant. Spain, 11th century.

Trong thời Trung cổ, voi hiếm khi được sử dụng ở châu Âu. Charlemagne, vua người Frank, đã cưỡi một con voi mang tên Abul-Abbas, khi ông giao chiến với người Đan Mạch trong năm 804, và trong một cuộc Thập Tự Chinh, Hoàng đế La Mã Thần thánh Friedrich II đã có cơ hội để bắt một con voi tại Đất Thánh, mà sau đó được sử dụng trong việc chiếm Cremona năm 1214, nhưng việc sử dụng của các cá thể đơn lẻ này mang nhiều ý nghĩa biểu tượng nhiều hơn thực tế.

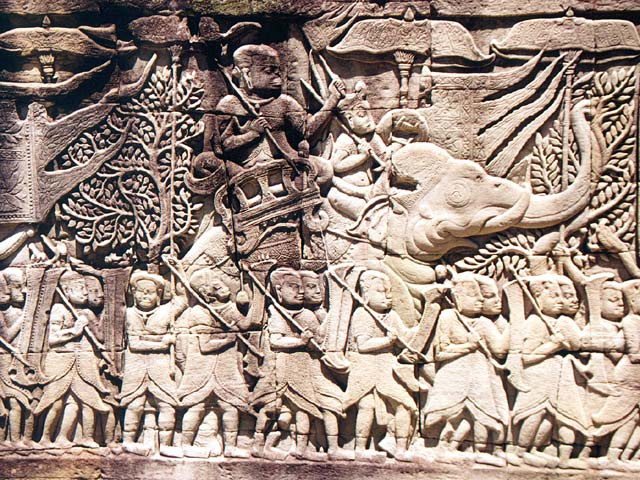
Các vua Campuchia đã sử duỵng voi chiến tấn công Chiêm Thành thế kỷ XII.

Xa hơn về phía đông, voi tiếp tục được sử dụng trong chiến tranh. Người Mông Cổ phải đối mặt với voi chiến ở Khorazm, Miến Điện, Đại Việt và Ấn Độ trong suốt thế kỷ XIII  Bất chấp chiến bại của họ trong các cuộc xâm lược Đại Việt và Ấn Độ, quân Mông Cổ đã đánh bại những con voi chiến bên ngoài Samarkand bằng cách sử dụng máy lăng đá và mangonel, và ở Miến Điện bằng mưa tên từ những cây cung làm từ vật liệu tổng hợp nổi tiếng của họ  Thành Cát Tư Hãn và Hốt Tất Liệt đã giữ lại những con voi bị bắt là một phần của đoàn tùy tùng của họ. Một kẻ xâm lược trung Á khác, Timur đã phải đối mặt với những thách thức tương tự như một thế kỷ sau đó. Năm 1398, quân đội của Timur phải đối mặt với hơn 100 con voi Ấn Độ trong trận chiến và gần như suýt bại trận vì sự sợ hãi mà chúng gây ra giữa quân đội của ông. Tài liệu lịch sử nói rằng phe Timur cuối cùng giành chiến thắng bằng cách sử dụng một chiến lược khéo léo: Timur gắn rơm lửa lên lưng những con lạc đà của mình trước khi tấn công. Khói làm cho các con lạc đà chạy về phía trước, làm cho những voi hoảng sợ, khiến chúng nghiền nát quân đội của chính mình trong các nỗ lực rút chạy của chúng. Một ghi chép khác về chiến dịch rằng Timur đã sử dụng những cái chông sắt quá khổ để ngăn chặn những con voi đột kích  Sau đó, Timur đã sử dụng những con vật bị bắt này để đánh nhau với Thổ Nhĩ Kỳ trong trận Ankara.
Đã có ghi chép lại rằng vua Rajasinghe I, khi ông đã tiến hành bao vây pháo đài của người Bồ Đào Nha tại Colombo, Sri Lanka trong năm 1558, đã có một đội quân gồm 2200 voi chiến Người Sri Lanka tiếp tục truyền thống tự hào của họ trong việc bắt và đào tạo những con voi từ thời cổ đại. Viên quan phụ trách những chuồng ngựa hoàng gia, bao gồm cả việc bắt giữ voi, được gọi là Nilame Gajanayake,

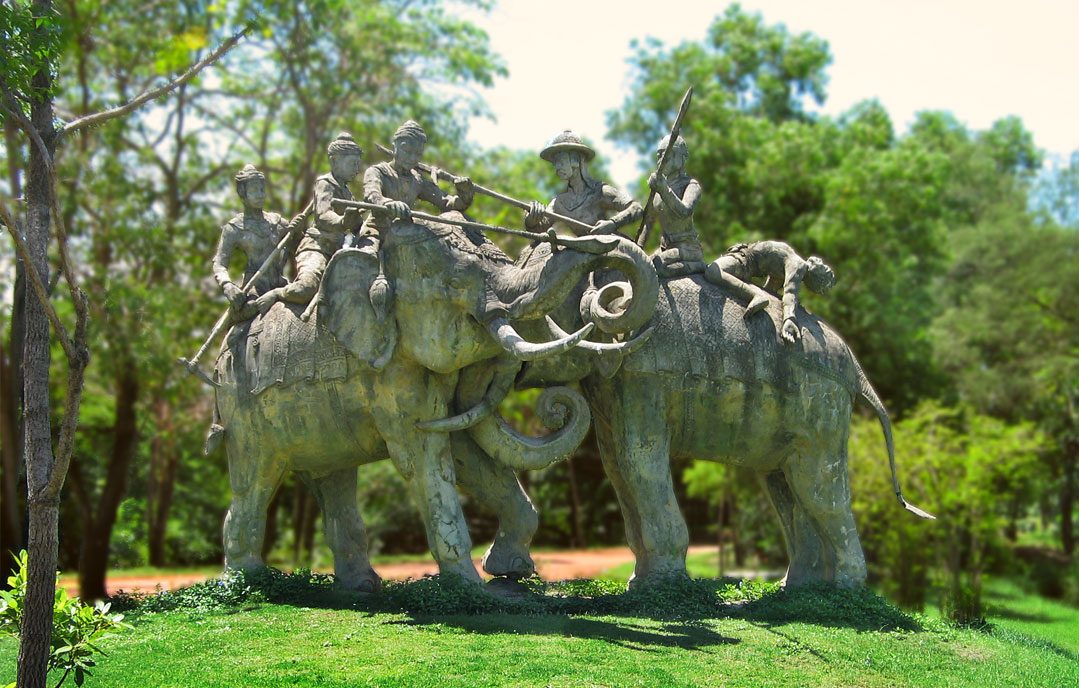
Khu kỷ niệm "Đại chiến Yuthahatthi" - mô tả cảnh vua Xiêm Naresuan đánh nhau với thái tử Miến Điện gần Suphanburi tháng 1 năm 1593.

## Việt Nam

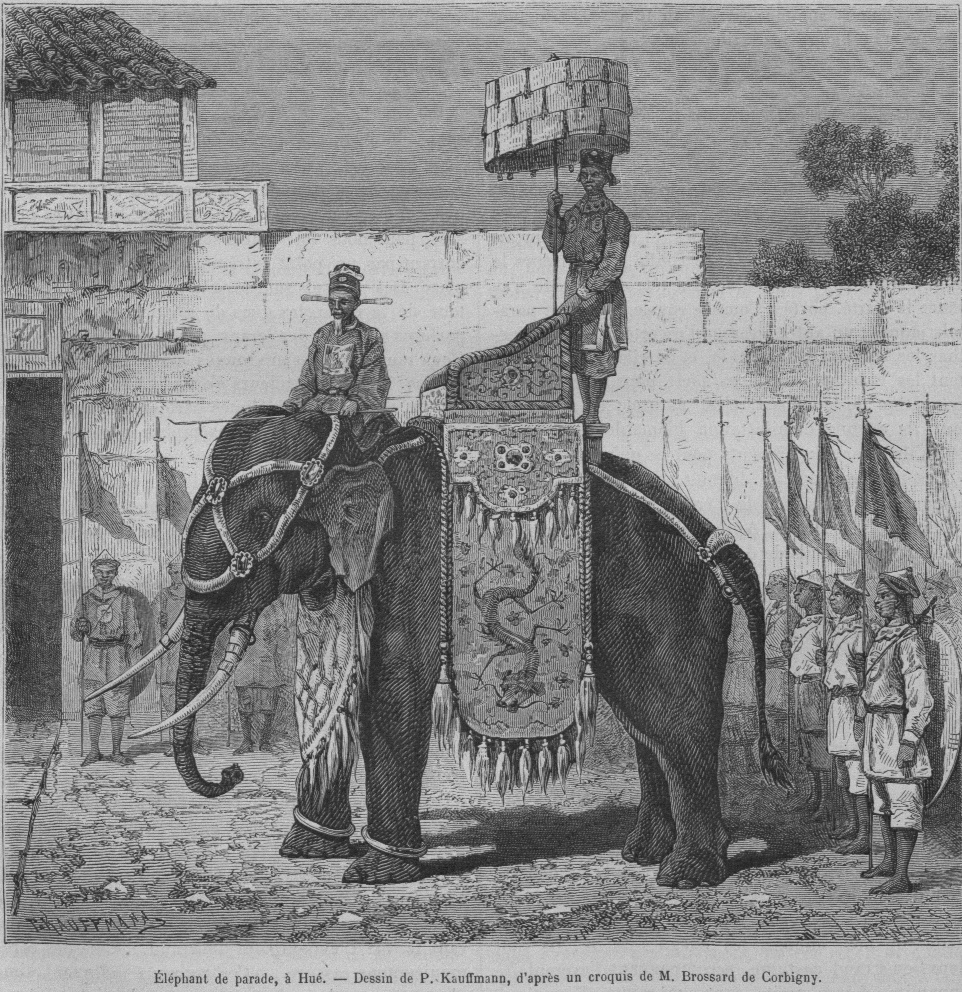
Nghi vệ voi chầu của triều đình Huế

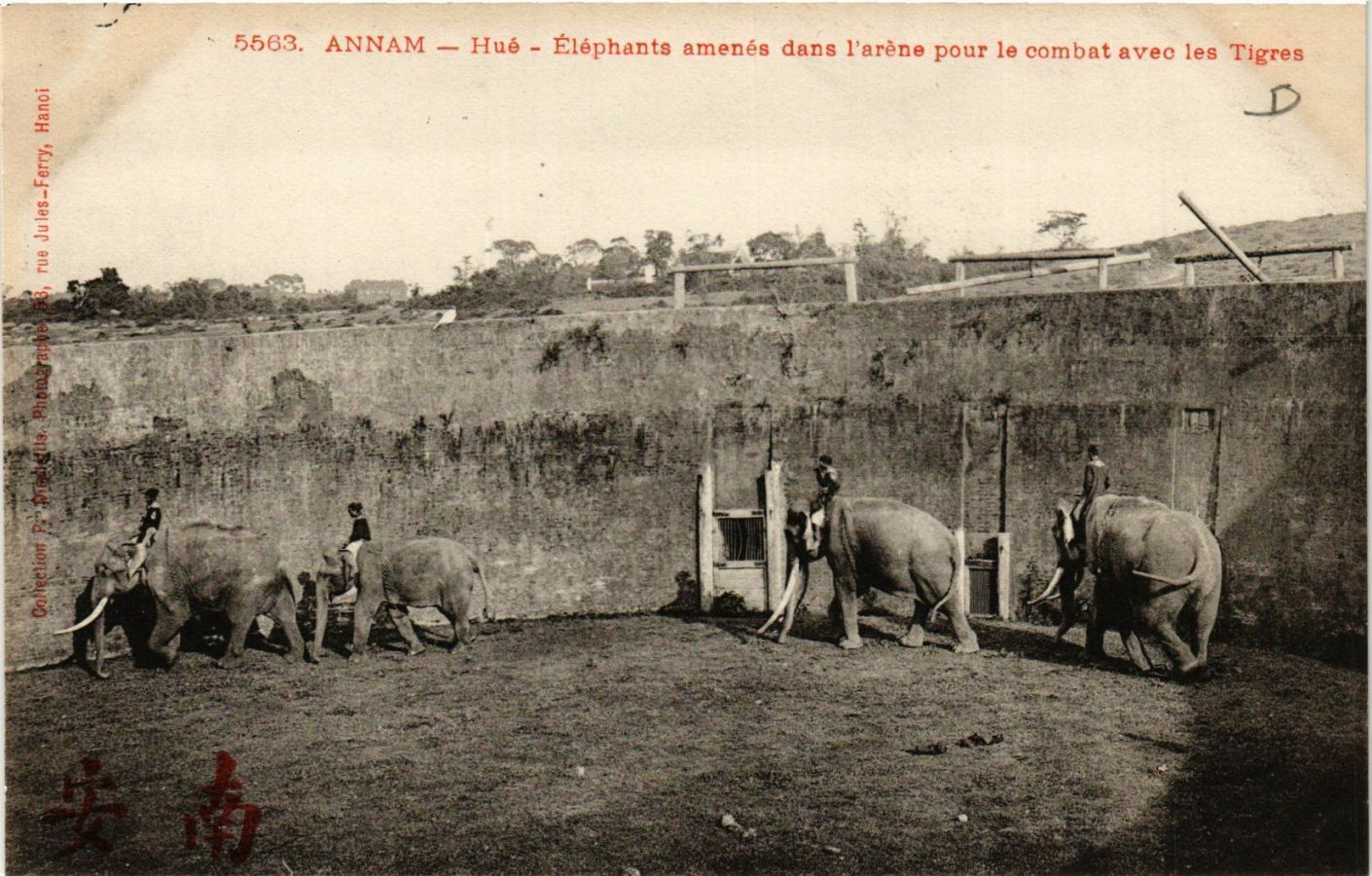
Voi được đưa ra sân đấu tại Hổ quyền

Tại Việt Nam, kỹ thuật sử dụng voi chiến đã có từ khá sớm. Các tài liệu Việt Nam và Trung Quốc từng ghi nhận trong cuộc khởi nghĩa Hai Bà Trưng năm 40 đã sử dụng lực lượng voi chiến đánh lại quân nhà Đông Hán. Rất nhiều hình ảnh ghi nhận Hai Bà chỉ huy trên mình voi. Một hình ảnh tương tự ghi nhận rằng Bà Triệu cũng sử dụng voi chiến trong cuộc khởi nghĩa chống quân Ngô (Tam Quốc).
Trong suốt lịch sử Việt Nam, voi chiến được xem là một lực lượng đặc biệt sử dụng trong chiến trận. Do thế phòng thủ trước các triều đại phương Bắc, vốn không có tượng binh, thì ưu thế của phía Việt Nam về lực lượng tượng binh là rõ rệt, dù không phải lúc nào cũng mang lại hiệu quả tuyệt đối. Có những trường hợp sử dụng tượng binh thành công như chiến dịch nghĩa quân Lam Sơn ra Bắc hay quân Tây Sơn công phá Ngọc Hồi nhưng cũng có những trận voi chiến bị vô hiệu hóa như trận đánh Bình Lệ Nguyên, trận thành Đa Bang hay trận Bích Kê. Trong chiến dịch đánh thành Ngọc Hồi quân Tây Sơn đã đặt đại bác lên lưng voi làm quân Mãn Thanh phải khiếp sợ. Nhìn chung, các lực lượng quân sự Việt Nam đã huấn luyện và sử dụng lực lượng tượng binh trong cả nghìn năm.
Khi hình thái chiến tranh hiện đại bắt đầu, voi chiến trở nên lỗi thời trước sức mạnh của đại bác. Tuy nhiên, nhà Nguyễn vẫn tiếp tục huấn luyện lực lượng voi chiến trong đội tượng binh của quân đội nhà Nguyễn. Các cuộc tử chiến giữa voi và hổ nhằm tế thần trong ngày hội và phục vụ nhu cầu giải trí tiêu khiển cho vua, quan lại và người dân vẫn được tổ chức tại Hổ Quyền. Trận đấu cuối cùng được ghi nhận vào năm 1904, dưới triều vua Thành Thái.

## Chiến thuật tượng binh
Voi được sử dụng trong nhiều mục đích khác nhau. Trong trận đánh, voi chiến thường được triển khai ở cánh quân trung tâm, nơi chúng có thể hữu ích để tấn công hoặc ngăn chặn một cuộc tấn công xung phong. Kích thước to lớn và vẻ ngoài đáng sợ của chúng khiến chúng có giá trị như kỵ binh hạng nặng. Ngoài chiến trường, chúng có thể mang theo vật nặng và sử dụng như phương tiện giao thông hữu ích trước khi các phương tiện cơ giới xuất hiện khiến chúng trở nên lỗi thời.
Một con voi có thể di chuyển đạt tới khoảng 30 km/h (20 dặm/giờ) không giống như kỵ binh ngựa chúng không thể dễ dàng dừng lại bởi một ngọn giáo của bộ binh. Chúng được sử dụng như một lực lượng tấn công xung phong: những con voi đâm thẳng vào một cánh quân thù, giẫm đạp và vung ngà. Những binh lính đối phương không bị nghiền nát ít nhất bị đánh gục hoặc buộc phải quay lại. Hơn nữa, voi có thể gây khủng hoảng tinh thần cho kẻ thù vốn không được huấn luyện để chiến đấu với chúng - ngay cả những binh lính La Mã rất kỷ luật, có thể khiến kẻ thù tan rã và chạy trốn. Ngựa không quen mùi voi cũng hoảng hốt dễ dàng. Nơi ẩn nấp dày đặc của voi đã cho chúng sự bảo vệ đáng kể, trong khi chiều cao và khối lượng của voi bảo vệ người cưỡi của chúng. Một số con voi thậm chí còn được trang bị áo giáp để bảo vệ cơ thể chúng. Nhiều vị tướng ưa thích ngồi trên lưng voi để có thể dễ quan sát chiến trường.
Ngoài việc tấn công xung phong, những con voi có thể là cơ sở an toàn và ổn định cho các cung thủ bắn tên trên chiến trường, từ đó có thể dễ dàng nhìn thấy và bắn nhiều mục tiêu hơn. Việc bắn cung đã phát triển hơn nữa, và một số vị vua Khmer và Ấn Độ đã sử dụng bệ bắn nỏ khổng lồ (tương tự như ballista) bắn tên xuyên giáp dài, để giết những con voi và kỵ binh khác của kẻ thù. Vào cuối thế kỷ 16, tượng binh cũng sử dụng các loại súng cầm tay.
Voi được trang bị hơn nữa với vũ khí và áo giáp cho riêng chúng. Ở Ấn Độ và Sri Lanka, những sợi xích sắt nặng với những quả bóng thép ở cuối được buộc vào thân của những con voi chiến, chúng được huấn luyện xoáy vòng mạnh mẽ để tấn công. Các nước sử dụng tượng binh khác đã thiết kế áo giáp voi, nhằm bảo vệ cơ thể và chân voi trong khi để chiếc vòi của nó tự do tấn công kẻ thù. Kiếm Tusk đôi khi được sử dụng. Những con voi lớn hơn cũng có thể mang một tháp bảo vệ trên lưng, được gọi là kiệu voi.
Ở Viễn Đông, một số lượng lớn tượng binh được tổ chức, chỉ huy cao cấp ngồi trên kiệu hoặc ngồi trên cổ của con voi để dẫn đầu quân đội. Người cưỡi voi chịu trách nhiệm kiểm soát voi. Trong nhiều đội quân, người cưỡi voi cũng mang theo một cái đục và búa (hoặc đôi khi là vũ khí độc) để cắt qua tủy sống và giết chết voi nếu con voi điên loạn.
Tượng binh có điểm yếu về chiến thuật, do đó, quân đối phương thường học cách để ứng phó. Voi có xu hướng hoảng loạn: sau khi bị thương nặng hoặc khi người cưỡi của chúng bị giết, chúng sẽ chạy điên cuồng, gây thương vong một cách bừa bãi khi chúng tìm cách trốn thoát. Sự hoảng loạn của chúng có thể gây ra tổn thất nặng nề cho cả hai bên. Bộ binh La Mã có kinh nghiệm thường cố gắng tấn công vòi voi, gây ra sự hoảng loạn ngay lập tức và hy vọng sẽ khiến con voi chạy ngược lại vào hàng ngũ quân của chúng. Cuộc giao tranh nhanh với những chiếc lao cũng được sử dụng để đuổi chúng đi, vì những chiếc lao và vũ khí tương tự có thể làm điên đảo một con voi. Voi thường không được bảo vệ dễ bị tấn công vào sườn, vì vậy bộ binh La Mã được trang bị một loại vũ khí tẩm lửa hoặc gai nhọn, như Triarii, thường sẽ cố gắng làm cho con voi quay sang lộ bên sườn cho bộ binh tấn công, làm cho con voi dễ bị các ngọn thương hoặc giáo đâm trúng. Môn thể thao kỵ binh tent pegging đã phát triển từ chế độ huấn luyện cho kỵ binh đến trở thành chiến thuật vô hiệu hóa hoặc đẩy lùi những con voi chiến. Một phương pháp lịch sử nổi tiếng để phá vỡ các đơn vị voi là lợn chiến tranh. Các ghi chép cổ đại tin rằng "những con voi sợ hãi bởi tiếng kêu nhỏ nhất của một con lợn", và yếu điểm đã được khai thác. Tại cuộc bao vây Megara trong chiến tranh Diadochi, người Megara đã đổ dầu vào một bầy heo, thả chúng để chúng chạy về phía bầy voi chiến. Những con voi hỗn loạn từ những con lợn kêu ré lên.
Giá trị của voi chiến trong chiến tranh vẫn còn là một vấn đề gây tranh cãi. Theo quyển Orientalism, La Mã tập trung vào bộ binh và sự kỷ luật so với phương Đông khi họ sử dụng những con voi chiến tranh kỳ lạ và chỉ dựa vào nỗi sợ hãi để đánh bại kẻ thù. Một tác giả nhận xét rằng những con voi chiến "đã bị phát hiện là vụng về và dễ bị hỗn loạn bởi những âm thanh lạ, vì vậy chúng dễ tan hàng và chạy trốn". Tuy nhiên, việc tiếp tục sử dụng voi chiến trong vài nghìn năm chứng thực giá trị lâu dài của chúng đối với chỉ huy chiến trường trong quá khứ.